# تونووو
تونووو (به صربی: Tunovo) یک منطقهٔ مسکونی در صربستان است که در نووی پازار واقع شده‌است.